# وندلين إندرز
وندلين إندرز هو تربوي وسياسي ألماني، ولد في 20 أكتوبر 1922 في Hofbieber ‏ في ألمانيا، وتوفي في 23 أبريل 2019. نشط حزبياً في الحزب الديمقراطي الاجتماعي الألماني.

## مناصب
- انتخب ممثل الجمعية البرلمانية لمجلس أوروبا [الإنجليزية]‏ لترشحه ضمن قائمة ألمانيا، (5 أكتوبر 1977 – 1 مايو 1987).
- انتخب نائب عن الجمعية البرلمانية لمجلس أوروبا  [لغات أخرى]‏ لترشحه ضمن قائمة ألمانيا، (24 يناير 1977 – 1 أكتوبر 1977).
- انتخب ممثل الجمعية البرلمانية لمجلس أوروبا [الإنجليزية]‏ لترشحه ضمن قائمة ألمانيا، (23 مارس 1973 – 24 يناير 1977).
- انتخب نائب عن الجمعية البرلمانية لمجلس أوروبا  [لغات أخرى]‏ لترشحه ضمن قائمة ألمانيا، (10 مايو 1971 – 1 مارس 1973).
- انتخب عضو في البوندستاغ الألماني خلال فترته النيابية  [لغات أخرى]‏ (9 مايو 1967 – 19 أكتوبر 1969).